# Gabriel Péri (metropolitana di Parigi)
Gabriel Péri è una stazione della linea 13 della metropolitana di Parigi.
Si trova tra i comuni di Asnières-sur-Seine e Gennevilliers.

## La stazione
La stazione è stata inaugurata nel 1980. Chiamata in origine Gabriel Péri-Asnières-Gennevilliers, ha cambiato nome il 14 giugno 2008, in occasione del prolungamento del capolinea a Les Courtilles.
Il nome è stato scelto in onore del giornalista Gabriel Péri che è stato membro del Comitato centrale del Partito Comunista e deputato di Seine-et-Oise, fucilato durante la seconda guerra mondiale, in quanto membro della Resistenza.